# Горська Алла Олександрівна
А́лла Олекса́ндрівна Го́рська (18 вересня 1929, Ялта, Кримська АСРР, Російська РФСР, СРСР — 28 листопада 1970, Васильків, Київська область, Українська РСР, СРСР) — українська художниця та дисидентка, громадська діячка, одна із засновниць та найяскравіших творчих особистостей покоління руху шістдесятництва, одна з перших представниць андерграунду, діячка правозахисного руху 1960-х в Україні. Працювала в монументальних творах, мозаїці, графіці та живопису. Вбита 28 листопада 1970 року в 41-річному віці. Дружина Віктора Зарецького.

## Життєпис

### Родина
Батько Алли Горської Олександр Горський був одним з організаторів радянського кіновиробництва. Після демобілізації деякий час працював у державних установах, а з 1931 року став директором Ялтинської кіностудії. 1932 року сім'я переїжджає до Москви, де батько обіймає посаду начальника виробництва тресту «Востокфильм». Але Москву батько не любив, тому коли 1933 року видалася нагода переїхати до Ленінграда, сім'я переїхала туди.
Мати Олена у Ялті працювала вихователькою у дитячих закладах санаторно-шкільного типу, в Ленінграді — художницею костюмів, надалі це стало її постійною роботою.
З вересня 1939 до квітня 1940 року батько Алли був на фінській війні, а незадовго до нападу Німеччини на СРСР поїхав керівником групи до Монголії на зйомки фільму «Його звуть Сухе-Батор». Тож війна застала у Ленінграді 11-річну Аллу разом з матір'ю та старшим на 10 років братом Арсеном (сином матері від першого чоловіка, який загинув у війнах в Україні 1918—1919). Арсен улітку 1941 року вступив до народного ополчення, потім воював у складі диверсійно-партизанської частини, яка діяла на Ленінградському фронті, і у квітні 1943 року загинув у піхотному бою. Алла з матір'ю, переживши дві блокадні ленінградські зими, влітку 1943 року евакуювалися до Алмати, де уже працював на об'єднаній кіностудії батько. Проте в Алмати родина була недовго і наприкінці 1943 року переїхала до Києва, де батько обійняв посаду директора кіностудії.

### Навчання
З 1946 року Алла Горська навчалася у Київській художній середній школі імені Шевченка, яку закінчила у 1948 року із золотою медаллю. Викладачем з фаху був Володимир Бондаренко. У подальшому виборі вагань не було: Горська вступила на живописний факультет Київського художнього інституту (майстерня Сергія Григор'єва).
Влітку 1952 року одружилася зі студентом цього ж вузу Віктором Зарецьким. Через два роки, закінчивши інститут, працювала за фахом у галузі станкового й монументального живопису. Твори Горської експонувалися на виставках, 1959 року за роботами шахтарського циклу прийнята до Спілки художників. Деякий час викладала малюнок в Республіканській художній школі. Мала з чоловіком художню майстерню в Києві на вулиці Філатова.

### Вбивство

Могила Алли Горської на Міському (Берковецькому) цвинтарі в Києві

28 листопада 1970 року Аллу Горську було вбито в помешканні її свекра у Василькові Київської області. Похорон Горської 7 грудня 1970 року на Міському (Берковецькому) цвинтарі в Києві перетворився на мітинг протесту проти панівного комуністичного режиму в Україні.
Україною ширилися жахливі чутки про цю смерть, закордонне радіо подавало свої версії, влада придушувала поширення будь-яких відомостей про цю подію. Вбивство, за деякими версіями, приписують КДБ, що мстився Горській ще за оприлюднення разом з Лесем Танюком та Василем Симоненком фактів масових розстрілів киян у Биківнянському лісі.
У січні 1972 року здійнялася найбільша хвиля арештів учасників руху опору, що значною мірою ослабило українську духовну та інтелектуальну еліту.
Після розпаду СРСР органи прокуратури й безпеки України, ігноруючи вимоги громадськості, не оприлюднили жодної інформації про загибель Горської. Відкрито лише слідчу справу. Аналіз справи показує, що розслідування було неповним, суперечливим, велося з порушеннями процесуальних норм, тобто було сфабриковане. Простежуються також спільні риси вбивства Горської з іншими політичними вбивствами в СРСР.
У 2008—2009 роках у Галузевому державному архіві Служби безпеки України (ГДА СБУ) було розсекречено Фонд 16 (доповідні, повідомлення, довідки голови КДБ УРСР першому секретарю ЦК КПУ), де містяться документи, що безпосередньо стосуються Алли Горської та її вбивства. У 2010 році вони були опрацьовані та опубліковані Олексієм Зарецьким. Справи-формуляри було майже всі утилізовано 1990 року.
Зіставлення слідчої справи та доповідних голови КДБ дає аргументовану доказову базу спланованого замаху.
Міліція міста Василькова офіційно виявила тіло 2 грудня 1970 року, і у неї не було жодних підстав терміново звітувати до КДБ щодо ймовірно побутового злочину. А за наступні два тижні, у період з 3 по 18 грудня, КДБ надіслало до ЦК п'ять спецповідомлень, які безпосередньо стосувались Алли Горської, і два — опосередковано. КДБ повідомив ЦК про смерть 3 грудня — наступного дня після виявлення тіла — і день у день з початком слідства, яке було розпочато 3 грудня постановою прокурора Васильківського району. 5 грудня було вже наступне спецповідомлення, коли вирішувалось питання про вибір кладовища та організацію поховання. Це спецповідомлення містить прямий доказ організованого замаху — у ньому мотивація вбивці, загальна картина злочину вказані раніше, аніж до таких самих висновків дійшло слідство. Вбивство ніби скоїв свекор А. Горської І. Зарецький на ґрунті особистої неприязні, а наступного дня наклав на себе руки. Це повідомлено за два дні до того, як справу було передано з підпорядкування Васильківського району до прокуратури Київської області постановою від 7 грудня. Тобто слідча група вищого рівня ще й не починала роботу. 8 грудня — чергове спецповідомлення наступного дня після поховання 7 грудня.
11 і 18 грудня повідомляли про реагування її оточення на смерть, яке прискіпливо і ретельно відстежувалося. Така оперативність була можлива лише у випадку постійного контролю КДБ, визначеного секретним невідомим нам наказом (можливо, усним). Інформацію могло бути отримано лише з оперативних джерел — повідомлень агентів та матеріалів технічного прослуховування. Змушені визнати, що фіксація настроїв розгубленості, пригніченості та дезорієнтації людей була у цей період чи не найважливішим завданням комуністичної влади та держбезпеки. Оперативність проведення цих заходів не піддає сумніву, що до них готувалися заздалегідь — як до вбивства, так і до поховання.
Результат слідства, закритого 23 січня 1971 року, був такий самий, як заздалегідь було вказано у спецповідомленнях.
Безпідставними є припущення, що в кадебістських архівах Києва чи Москви можна відшукати наказ про таємне політичне вбивство, звіти виконавців тощо. Імовірно, що таких документів не існувало, а окремі непрямі свідчення, також імовірно, знищено.
На могилі Алли Горської на Берковецькому кладовищі (39 ділянка, 8 ряд, 18 могила; 50°29′49.0″ пн. ш. 30°23′45.4″ сх. д. / 50.496944° пн. ш. 30.395944° сх. д.) 1999 року встановлено новий пам'ятник (автор — Володимир Прядка).

## Суспільно-політична діяльність
У 1961—1965 роках разом з Лесем Танюком, Василем Симоненком, Іваном Світличним та ін. стала однією з організаторів і активною членкинею Клубу творчої молоді «Сучасник», тодішнього центру українського національного життя у Києві. У цей же час свідомо перейшла на українську, якої не вивчала в школі, вихована у російськомовній сім'ї. Тому їй довелося починати вивчення мови у публіцистки та громадської діячки Надії Світличної з алфавіту.
Брала участь в організації літературно-мистецьких вечорів, підготовці щорічних Шевченківських свят. Плідно займалася мистецькою діяльністю, створила ряд монументально-художніх робіт. За її активної участю відбулося 22 травня 1963 року покладання квітів до пам'ятника Великому Кобзарю у парку Тараса Шевченка у Києві, яке стало традиційним. Цей захід державно-партійна структура сприйняла як «зухвалу інспірацію буржуазних націоналістів».
Разом із Василем Симоненком та Лесем Танюком відкрила місця поховання розстріляних в НКВС у Биківні, на Лук'янівському і Васильківському кладовищах (1962—1963), про що вони заявили в Київську міськраду («Меморандум № 2»).
1964 р. у співавторстві з Панасом Заливахою, Людмилою Семикіною, Галиною Севрук та Галиною Зубченко створила в Червоному корпусі Київського університету вітраж «Шевченко. Мати». Вітраж знищено адміністрацією університету за вказівкою партійного керівництва. Скликана після цього комісія кваліфікувала його як ідейно ворожий, глибоко чужий принципам соціалістичного реалізму. Горську і Семикіну виключили зі Спілки художників, щоправда, через рік відновили.
1965 року було заарештовано багатьох друзів і знайомих Горської. Цей рік став для неї початком діяльної участі в русі опору, через що її художня творчість була приречена на андеграунд. 16 грудня 1965 року Горська надіслала заяву прокуророві УРСР з приводу арештів.
Горську викликали в КДБ на допити як свідка та на зводини віч-на-віч, де велися специфічні «кагебістські розмови» з попередженнями й погрозами.
Матеріально й морально підтримувала родини політв'язнів, листувалася з ними, систематично з Опанасом Заливахою, відвідувала його у в'язниці. У квітні 1966 подала клопотання на його захист. Їздила на судові процеси своїх однодумців, організовувала збори коштів на допомогу сім'ям засуджених, організовувала зустрічі з тими, хто повертався з таборів. Правозахисники, які поверталися з ув'язнення, зверталися до Горської за допомогою і отримували її.
Належачи до групи шістдесятників, брала активну участь в українському правозахисному русі. В 1965—1968 роках брала участь у акціях протесту проти розправ над українськими правозахисниками: Богданом і Михайлом Горинями, Опанасом Заливахою, Святославом Караванським, Валентином Морозом, Вячеславом Чорноволом та ін. і зазнала переслідувань з боку радянських органів безпеки. Певним захистом було те, що Горська з групою митців виконувала монументальні художні роботи у Донецьку та Краснодоні (тепер — Сорокине), які вважались важливими та мали ідеологічний ухил. Зокрема, панно у меморіальному комплексі «Молода гвардія».
У квітні 1968 року підписала лист-протест 139 діячів науки і культури до тодішніх керівників СРСР у зв'язку з незаконними арештами і закритими судами над дисидентами. Почалися адміністративні репресії проти «підписантів», кагебістський тиск, Аллу Горську вдруге виключили зі Спілки художників. Києвом і Україною пішли чутки про існування підпільної терористичної бандерівської організації, керованої західними спецслужбами. Однією із керівників цієї організації називали Горську.
За Горською стежили, іноді демонстративно, їй погрожували невідомі особи. 1970 року Аллу Горську викликали на допит до Івано-Франківська у справі заарештованого Валентина Мороза, але вона відмовилася давати свідчення. За декілька днів до вбивства склала протест до Верховного суду УРСР про незаконність і жорстокість вироку.

## Мистецька діяльність
Широко відома в Україні та світі жорстко опозиційна громадсько-політична діяльність Алли Горської та трагічна смерть значною мірою залишили поза суспільною увагою її мистецький доробок, представлений десятками монументальних та живописних творів, великою кількістю графічних робіт, ескізів. Творчість мисткині ґрунтувалась на традиціях київської академічної школи, народному мистецтві, українському авангарді 1920-х, бойчукізмі, глибокому знанні світових мистецьких напрямів. Авторка численних художніх творів: «Автопортрет з сином» (1960), «Портрет батька» (1960), «Абетка» (1960), «Біля річки» (1962—1963), «Портрет В. Симоненка» (1963) та ін.
Вітраж «Шевченко. Мати». У 1964 році група художників Опанас Заливаха, Людмила Семикіна, Галина Севрук, Галина Зубченко і Алла Горська взялися створювати вітраж до 150-річчя Тараса Шевченка у вестибюлі Червоного корпусу Київського національного університету. На жаль, його знищили за наказом тодішнього ректора І. Т. Швеця.
Художниця розробила ескізи до вистав «Ніж у сонці» за поемою Івана Драча, «Отак загинув Гуска» Миколи Куліша, «Правда і кривда» Михайла Стельмаха та ін. (режисер Л. Танюк). Вистави, готові до постановки, було заборонено.
Алла Горська з чоловіком Віктором Зарецьким, художниками-однодумцями — Григорієм Синицею, Г. Марченком, Борисом Плаксієм, В. Смірновим створили низку монументальних робіт у Донецьку, Києві, Краснодоні, позначених впливами Ганни Собачко-Шостак, українського бароко та мексиканського монументалізму.
Твори художниці знаходяться у Національному художньому музеї у Києві, Національному художньому музеї ім. А. Шептицького у Львові, Центральному державному архіві-музеї літератури і мистецтва, Музеї шістдесятництва, одній з найбільших у світі колекцій нонконконформізму на теренах СРСР Нортона і Ненсі Додж Ратгерського університету, Музеї Берлінської стіни Чекпоінт Чарлі тощо.

### Виставки

#### 1954
- 3-тя Всесоюзна виставка дипломів художніх вузів. Москва.

#### 1957
- Виставка творів молодих художників Радянського Союза до VI Всесвітнього фестивалю молоді й студентів. Москва.
- Виставка молодих художників, присвячена фестивалю молоді Української РСР. Київ.
- Всесоюзна художня виставка, присвячена 40-річчю Великої Жовтневої соціалістичної революції. Москва.
- Ювілейна республіканська художня виставка, присвячена 40-річчю Жовтня. Київ.

#### 1958
- Республіканська виставка, присвячена 40-річчю ВЛКСМ. Київ.

#### 1960
- Виставка «Радянська Україна». Київ.
- Всесоюзна молодіжна художня виставка. Москва.

#### 1962
- Виставка творів художників Києва. Київ.

#### 1969
- Республіканська виставка монументального мистецтва. Київ.

Творчість та ім'я під забороною

#### 1990
- Виставка творів Алли Горської та Віктора Зарецького. Київ (Будинок письменників).
- Виставка «Пам'яті Алли Горської». Київ (Будинок художника, листопад — грудень).

#### 1992
- Виставка творів Алли Горської. Київ (Музей літератури).
- Виставка творів Алли Горської. Київ (Будинок актора).

#### 1995
- Виставка творів Алли Горської. Київ (Національний художній музей, листопад — грудень).

#### 1997
- Виставка творів Алли Горської «В свічаді пам'яті жива…» Львів (Національний музей ім. А.Шептицького, листопад — грудень).
- Виставка творів Алли Горської «Скажи, що правда оживе». Тернопіль (Тернопільський краєзнавчий музей, грудень — січень).

#### 1998
- Виставка творів Алли Горської. Івано-Франківськ (Івано-Франківський художній музей, лютий — березень).
- Виставка пам'яті Алли Горської «Видатні художниці України». Київ (Київська міська галерея «Лавра», травень — червень).

#### 2000
- Виставка «Алла Горська (1929—1970) та Віктор Зарецький (1925—1990)». Канів (Тарасова гора. Музей Тараса Шевченка, жовтень — листопад).

#### 2003
- Виставка творів Алли Горської та Віктора Зарецького. Київ (галерея ARTEast, лютий).

#### 2009
- Виставка «Алла Горська у колі шістдесятників». Київ (Національний музей літератури, вересень — жовтень).

#### 2010—2011
- Виставка «А ми тую червону калину підіймемо», що відкрила проект «Мистецькі родини в духовному просторі України». На ній були представлені твори Алли Горської та Віктора Зарецького. Київ (Національний музей літератури, грудень-січень)[10].

#### 2012
- Виставка творів Алли Горської. Київ (Національний музей літератури, серпень — вересень).
- Виставка «Алла Горська. Віктор Зарецький». Донецьк (Арт-Донбас, березень — квітень).

#### 2024
- Перша ретроспективна виставка понад 100 творів Алли Горської — «Алла Горська. Боривітер». Київ (Український дім, березень—квітень)[11]

### Вибрані твори
- «Санкомісія», дипломна картина
- «Автопортрет», малюнок, 1960-ті
- «Автопортрет з сином»
- Портрет шахтаря Василя Кривинця, кін. 1950-х
- «Пісня про Донбас», 1957
- Портрет батька, 1960
- картина в пам'ять померлої матері «Діти (Ганя, Михайло, Петро)»
- «Абетка», 1962
- «Прип'ять. Паром», 1962—1963
- «Дума» (Т. Шевченко), 1963
- Портрет Олександра Довженка, графіка (ліногравюра ?), 1960-ті
- Портрет театрального режисера Леся Танюка, малюнок, поч. 1960-х
- Портрет Б. Антоненко-Давидовича, малюнок, поч. 1960-х
- «Соняшник. Портрет сина», малюнок, поч. 1960-х
- «Мати біля печі», (ліногравюра ?), поч. 1960-х
- «Мати-Україна в кайданах», поч. 1960-х
- «Скажи, що правда оживе», 1963
- Портрет В. Симоненка, 1963
- Портрет І. Світличного, 1963
- Портрет Є. Сверстюка, 1963
- «Біля річки», декоративна композиція, 1964
- Композиція (чоловіча фігура у профіль), 1963—1964

### Приклади монументально-декоративних робіт
- Жінка-птах (панно), 1966
- Школа у Донецьку ( [Архівовано 5 березня 2016 у Wayback Machine.]  [Архівовано 27 червня 2018 у Wayback Machine.]  [Архівовано 5 березня 2016 у Wayback Machine.]  [Архівовано 27 червня 2018 у Wayback Machine.]  [Архівовано 5 березня 2016 у Wayback Machine.])
- Мозаїчне панно «Вітер» у Києві, 1967

## Пам'ять

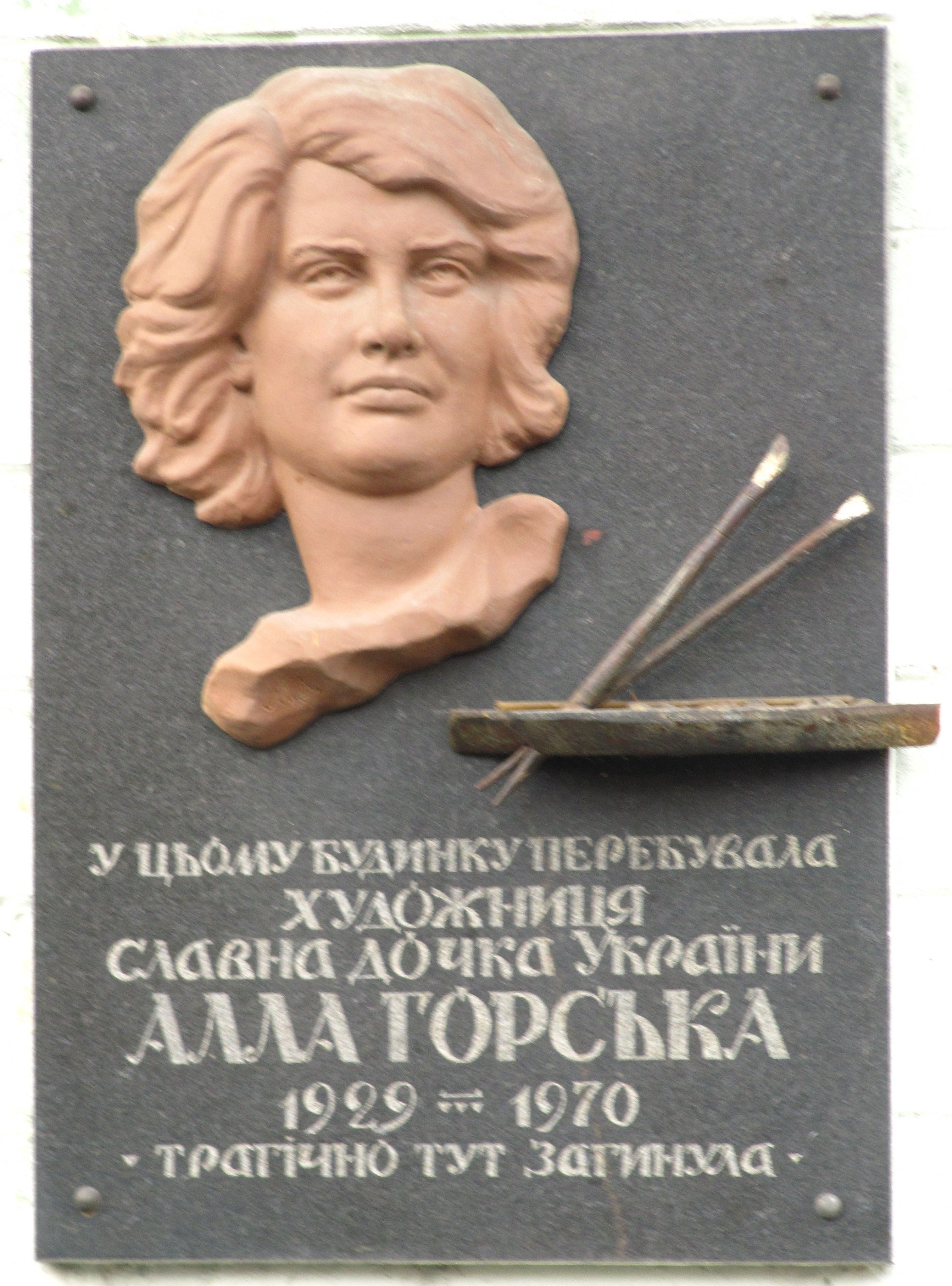
Меморіальна дошка у Василькові

- У США, Канаді, Західній Європі та Австралії у 1970-80-х низка громадських організацій, головним чином жіночих, взяли ім'я Алли Горської. Зокрема, «Відділення Алли Горської Жіночої Асоціації» ODFFU мало споріднену структуру — «Музей народного мистецтва імені Алли Горської Українського культурного центру у Манчестері» («Асоціація українців у Великій Британії»). Музей мав одну з найбільших у Західній Європі колекцій традиційного народного мистецтва, включаючи давні та рідкісні експонати, — вишивку, різьблення по дереву, писанки, тощо[12]. Втім, ці інституції не вели дослідницької роботи щодо художниці.
- Провулок Алли Горської в Києві.
- Вулиця Алли Горської у Львові.[13]
- Вулиця Алли Горської у Вінниці.
- Вулиця і провулок Алли Горської у Василькові.
- Вулиця Алли Горської в Миколаєві[14].
- Меморіальна таблиця на будинку на вул. Рєпіна, 25 (нині Терещенківська) у Києві, де мешкала Алла Горська. Скульптор Борис Довгань, архітектор Флоріан Юр'єв.
- Меморіальна таблиця на будинку у Василькові, де було знайдено тіло Алли Горської. Автор М. Денисенко.
- Діє дівочий Пластовий курінь ч.80 ім. Алли Горської (Новий Розділ, Львівська область)[15].
- Онлайн гра про Аллу Горську.[16]

### Фільми про Аллу Горську
- 1967 — «Камінний живопис», режиссер Г. Кохан, 11 хв.
- 1991 — «Усім нам смерть судилася зарання…», режисер Сергій Дудка, опер. Є. Сологуб, Укртелефільм.
- 2001 — «Алла Горська», режисер-постановник Олена Левченко, Національна кіностудія художніх фільмів імені Олександра Довженка, Українська студія хронікально-документальних фільмів, 58 хв.
- 2019 — «Заборонений», режисер Роман Бровко, автори сценарію — Сергій Дзюба та Артемій Кірсанов.

### Книги про Аллу Горську
- Алла Горська. Душа українського шістдесятництва / упорядник Людмила Огнєва. — К. : «Смолоскип», 2015. — 712 с. — ISBN 978-617-7173-14-3.
- Алла Горська. Спалах перед світанком / упорядник Олена Лодзинська. — К. : «Кліо», 2019. — 136 с. — ISBN 978-617-7755-00-4.